# ジョン・ポール・ワイルド
ジョン・ポール・ワイルド（John Paul Wild、 1923年5月17日 - 2008年5月10日）は、イギリス生まれでオーストラリアで活躍した電波天文学者である。太陽の電波の研究に貢献した。
イギリスのシェフィールドで生まれ、ケンブリッジ大学で学んだ。第2次世界大戦中はイギリス海軍でレーダー士官を務め、1947年から豪州連邦科学産業研究機構（CSIRO:Commonwealth Scientific and Industrial Research Organisation）の研究員となり、1961年からCSIROカルグーラ太陽天文台の所長を務め、1978年から1985年までCSIROのチェアマンを務めた。1970年王立協会フェロー選出。

## 受賞歴
- ジャンスキー賞（1973年:国立電波天文台）
- ハーシェル・メダル (1974年：王立天文学会)
- ロイヤル・メダル (1980年：王立協会)
- ジョージ・エラリー・ヘール賞 (1980年：アメリカ天文学会太陽物理学部門)
- ANZAASメダル（1984年：オーストラリア・ニュージーランド科学振興協会：ANZAAS）

## 命名
- ポール・ワイルド天文台